# Kapodaster

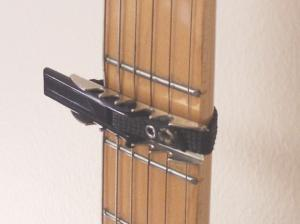
Kapodaster założony na gryf gitary.

Kapodaster (capo, capo tasto, capotasto) – przyrząd skracający menzurę strun w chordofonach (gitarach, banjo itp.) w ten sposób, że można tworzyć siodełko w dowolnej pozycji podstrunnicy. Jest to doraźne ułatwienie, jednocześnie ograniczające jednak możliwości techniczne muzyka wykorzystującego skomplikowane konstrukcje akordowe (np. w jazzie). Założenie kapodastra na wysokości pierwszego progu podstrunnicy powoduje, że wszystkie puste struny instrumentu stroją o pół tonu wyżej na każdym progu.

## Historia
Początkowo termin capotasto oznaczał siodełko chordofonów takich, jak różnego rodzaju viole, lutnie czy gitary. W tym kontekście opisał go Giovanni Battista Doni w swym dziele Annotazioni sopra il compendio (1640). Z czasem termin zaczął odnosić się do urządzenia będącego protoplastą współczesnego kapodastra. Pierwszy znany kapodaster wynaleziono w XVIII w., był wygiętym w kształcie litery C paskiem mosiądzu, który przytrzymywał struny sam z siebie, jednak takie urządzenie powodowało rysy z tyłu gryfu. W niektórych egzemplarzach popularyzowanego od początku XVIII w. instrumentu sitrenk (instrument typu lutniowego podobny do cyterny, używany w Skandynawii i w północnych Niemczech) były wiercone otwory do mocowania kapodastra. Na podobnej zasadzie działały capotasto w przypadku gitary angielskiej (ang. guittar; instrument podobny do cyterny, wyjątkowo popularny w Europie w II poł. XVIII w.), zaś pierwszy opis użytkowania takich urządzeń w tych gitarach opisał Robert Bremner w swoich Instructions for the Guitar (1758). Gitara angielska posiadała specjalne otwory w podstrunicy i gryfie dla łatwiejszego montażu capotasto. Pod koniec XVIII w. w Hiszpanii wynaleziono kapodaster cejilla (wciąż używany w muzyce flamenco). W podobnym czasie wynaleziono kapodaster dokręcany (ang. yoke capo). W 1850 James Ashborn dokonał prawdopodobnie pierwszego opatentowania kapodastra. Pierwszy kapodaster elastyczny opatentował W. H. Russel w 1931, zaś pierwszy plastikowy wynalazł H. Bauerfeind w 1973. Współcześnie dostępne są różne rodzaje kapodastrów do różnych typów instrumentów, o różnej konstrukcji i sposobie montażu na gryfie.
Określenie capo tasto odnosi się również do elementu konstrukcyjnego fortepianu, który wywiera nacisk w dół na struny wyższych rejestrów, który wynalazł Antoine-Jean Denis Bord w 1843 w Paryżu.